# Ålsta folkhögskola

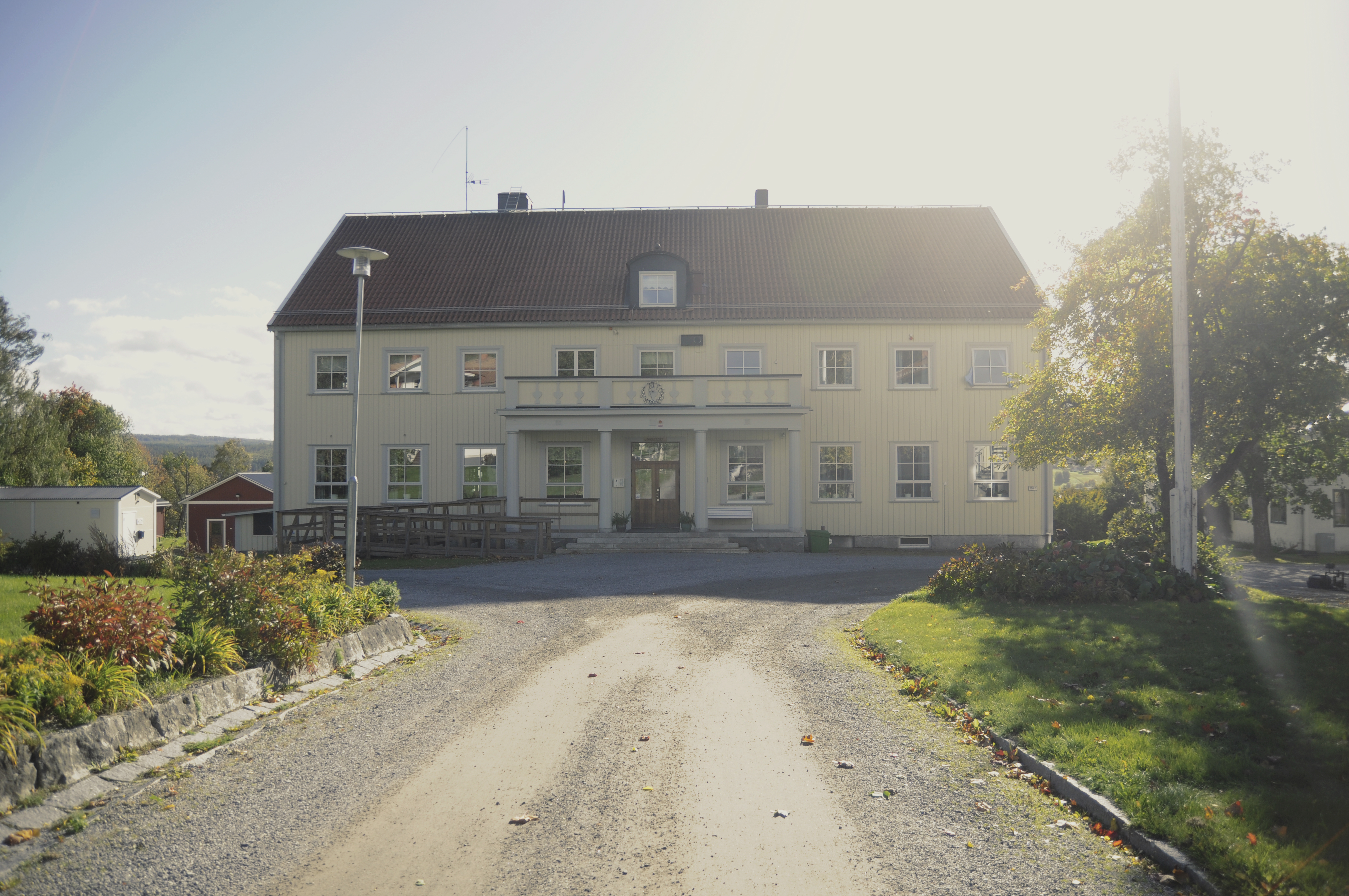
Skolhuset vid Ålsta folkhögskola i Fränsta

Ålsta folkhögskola är en folkhögskola med Region Västernorrland som huvudman. Skolan bildades 1873 och är den äldsta folkhögskolan i Norrland. Ålsta folkhögskola finns på två platser: med internat i Fränsta samt med en dagfolkhögskola i centrala Sundsvall. 

## Kurser
Ålsta folkhögskola bedriver kurser på grundskole-, gymnasial och eftergymnasial nivå. Skolan har även seniorkurser, distanskurser samt sommarkurser. Skolans idé är att erbjuda en studiemiljö som utgår från individens förutsättningar. 
- Allmän kurs grundskole- och gymnasienivå
- Konstlinjen - Konstskolan i Västernorrland
- Musikerlinjen - Inriktning Ensemble och Sång
- Låtskrivarlinjen
- Kvalificerad behandlingspedagog
- Motiverande samtal (MI)
- Etableringskurs
- Studiemotiverande folkhögskolekurs (SMF)
- YH - Scentekniker för teater och turné